# Odabir glumaca
Odabir glumaca koji će oživjeti likove koje je zamislio scenarist, obavlja "casting director".
Često se rabi i engleska riječ casting, kojom se najčešće definira odabir glumaca za uloge u filmu ili kazališnoj predstavi.
Kad je riječ o castingu za film ili seriju, tada se glumci snimaju kamerom kako bi odmah dobili konkretnu viziju kako djeluju na ekranu.